# Nikolaizwinger
Het Nikolaizwinger is een park in de Duitse stad Görlitz. Dit park werd tussen 1953 en 1954 aangelegd in de dwingel tussen de dubbele muren van de vroegere Stadsmuur van Görlitz ter hoogte van de Nikolaivoorstad. Na jaren achterstallig onderhoud werd het park in 1995 gerenoveerd en in de originele staat teruggebracht. Op het hoogste punt van het park heeft men een uitzicht over de Neissevoorstad in Zgorzelec.

## Afbeeldingen

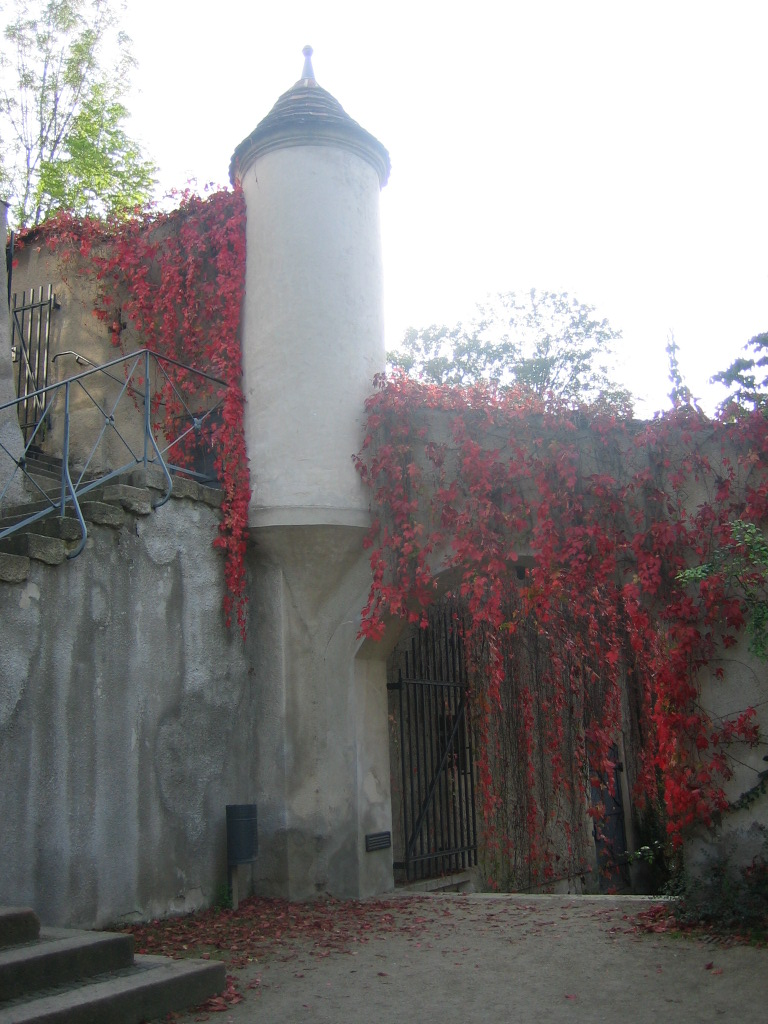
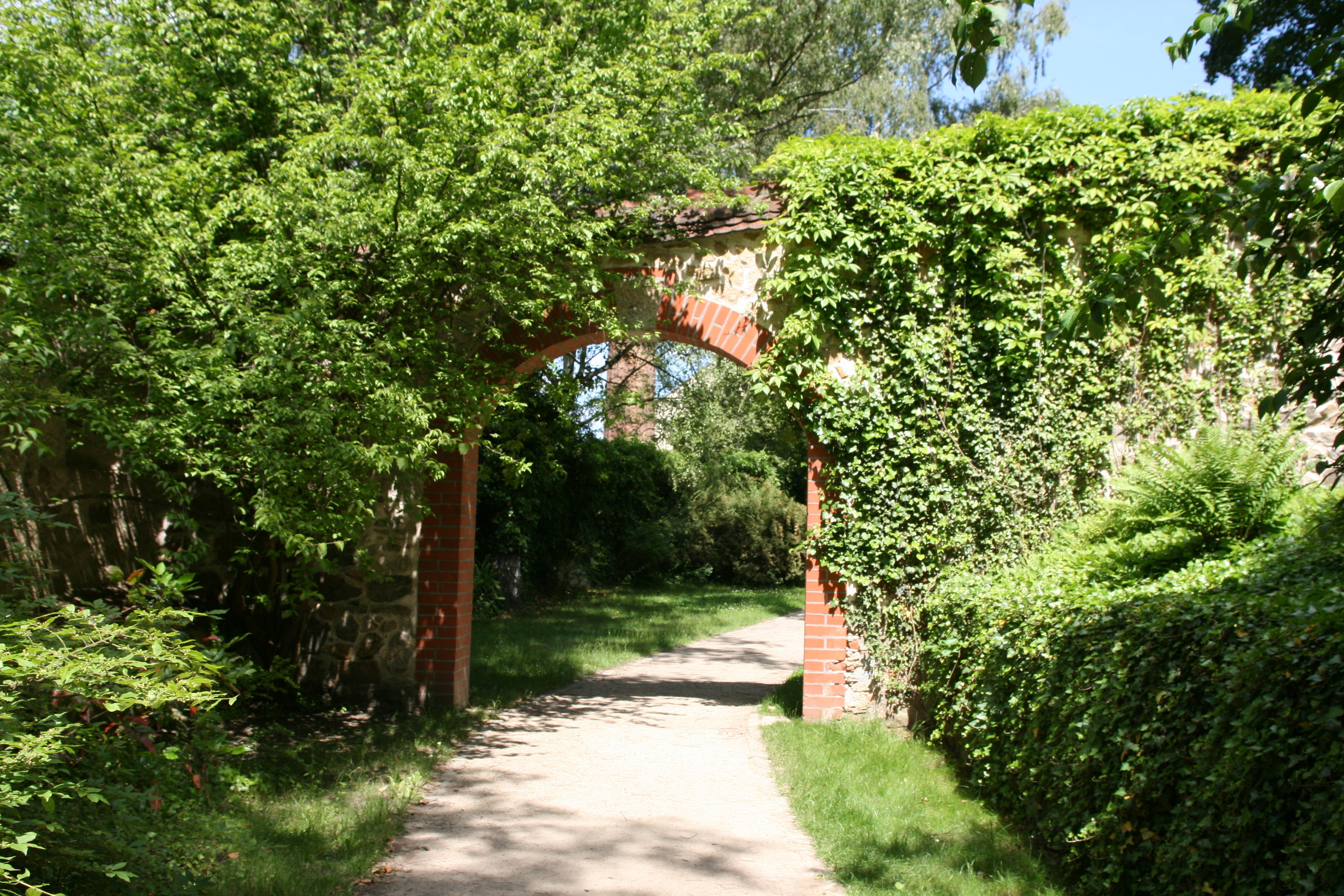
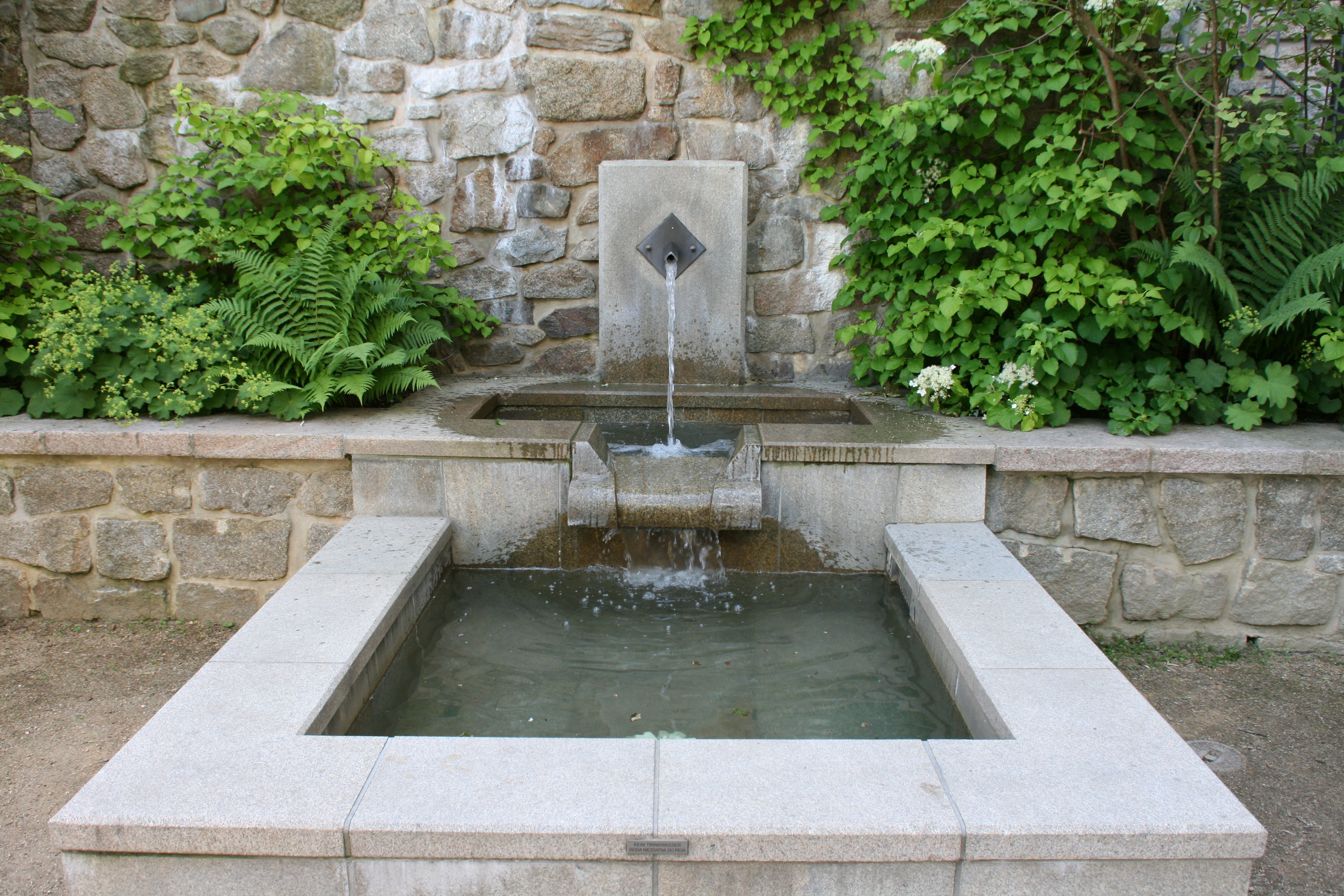
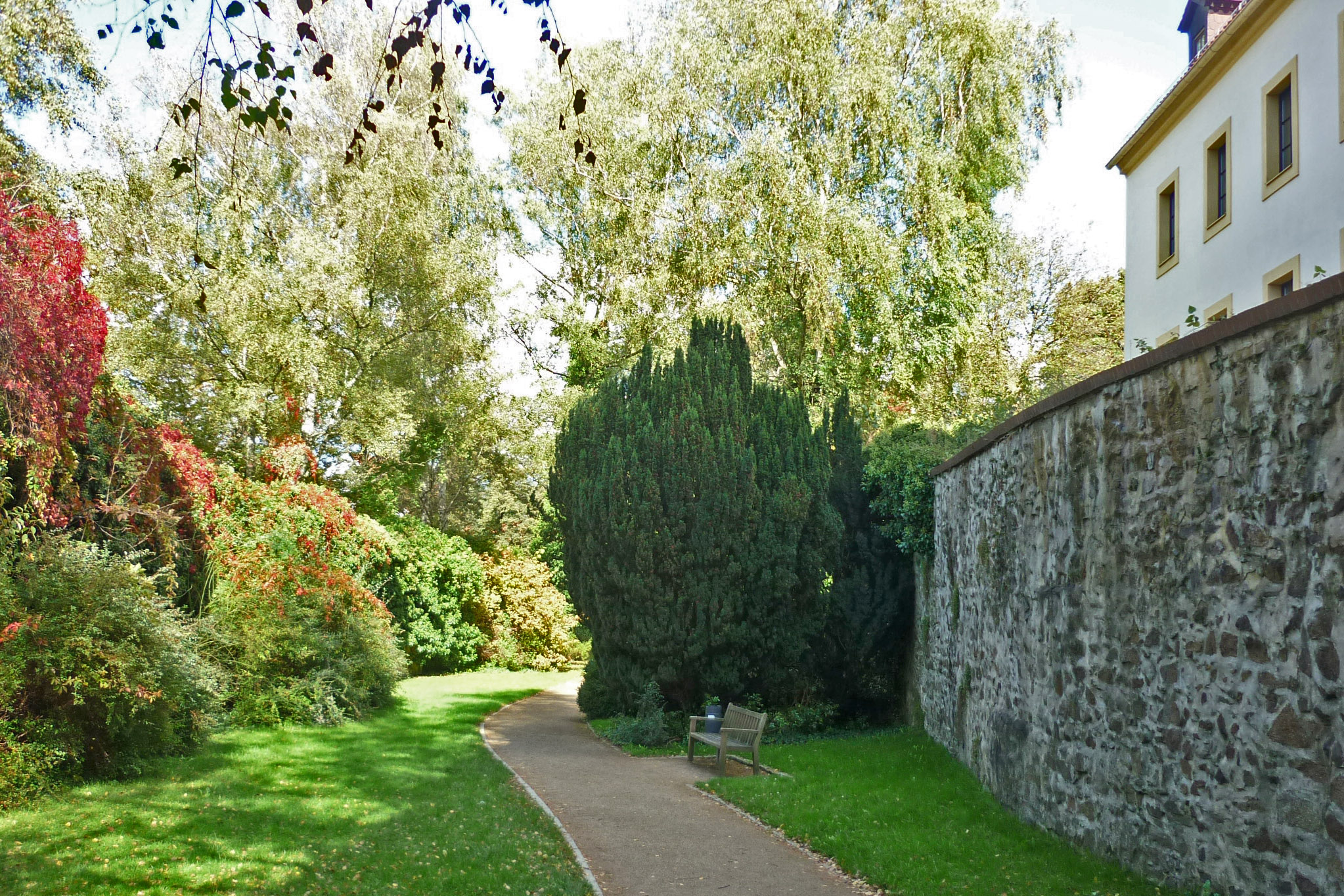
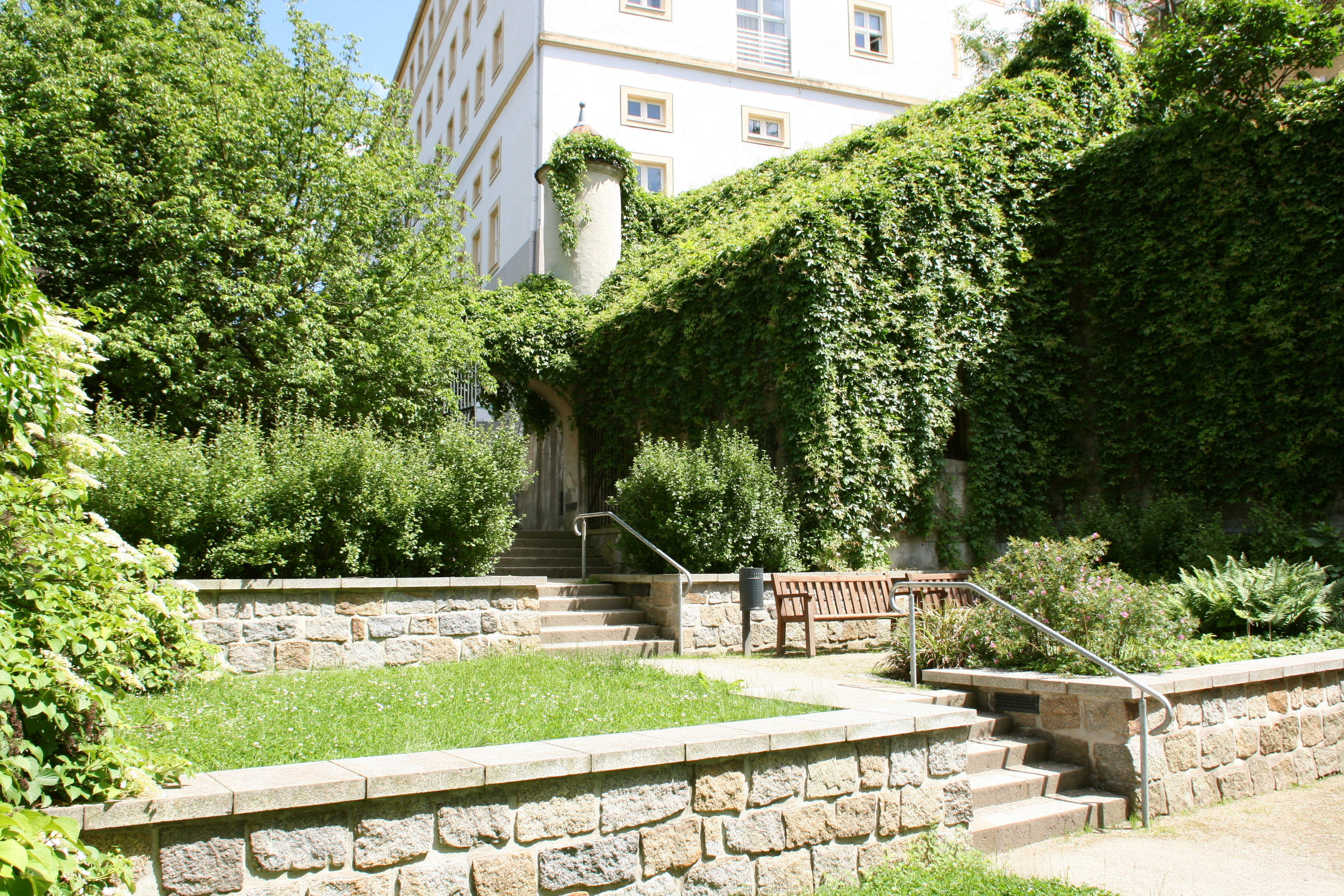
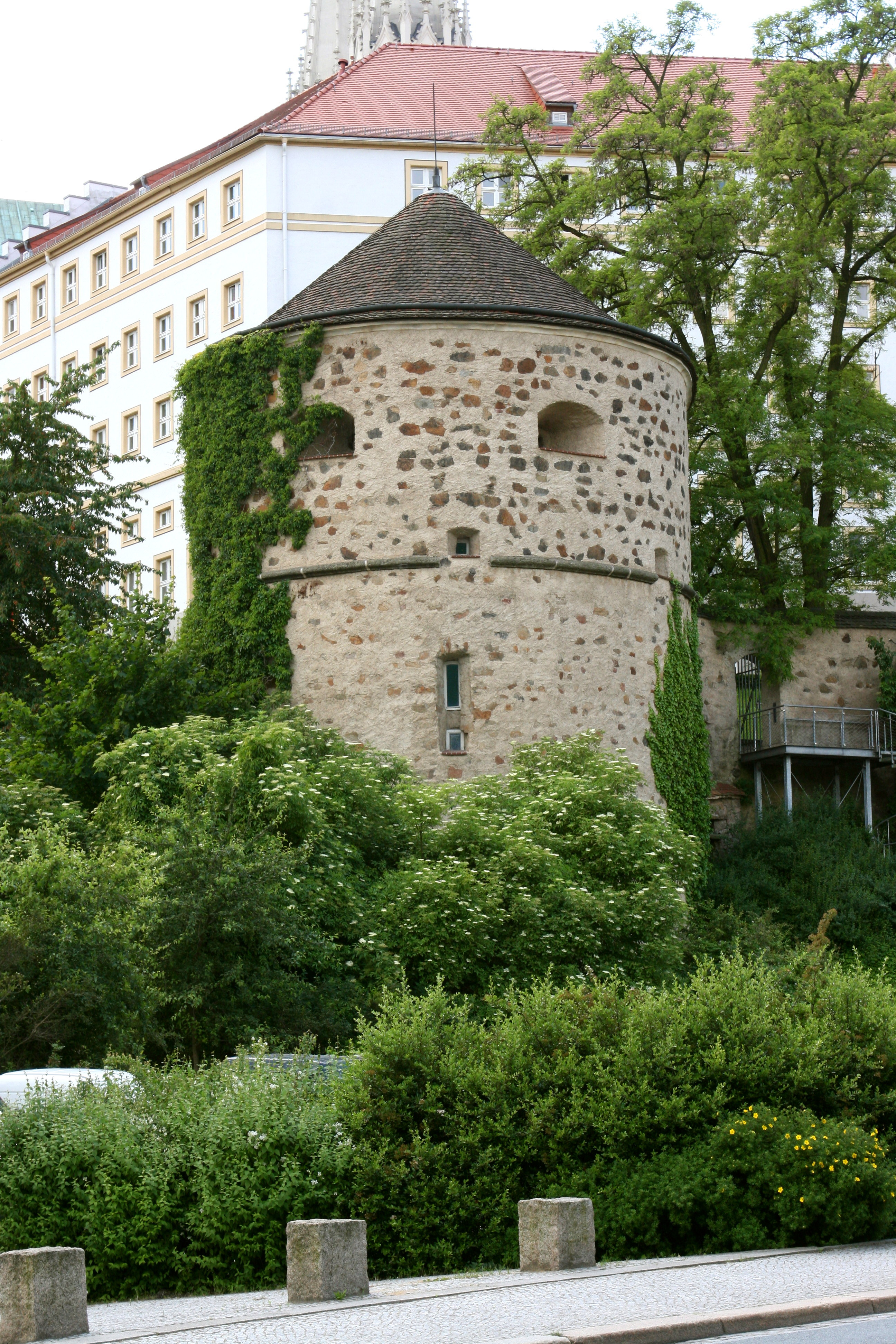
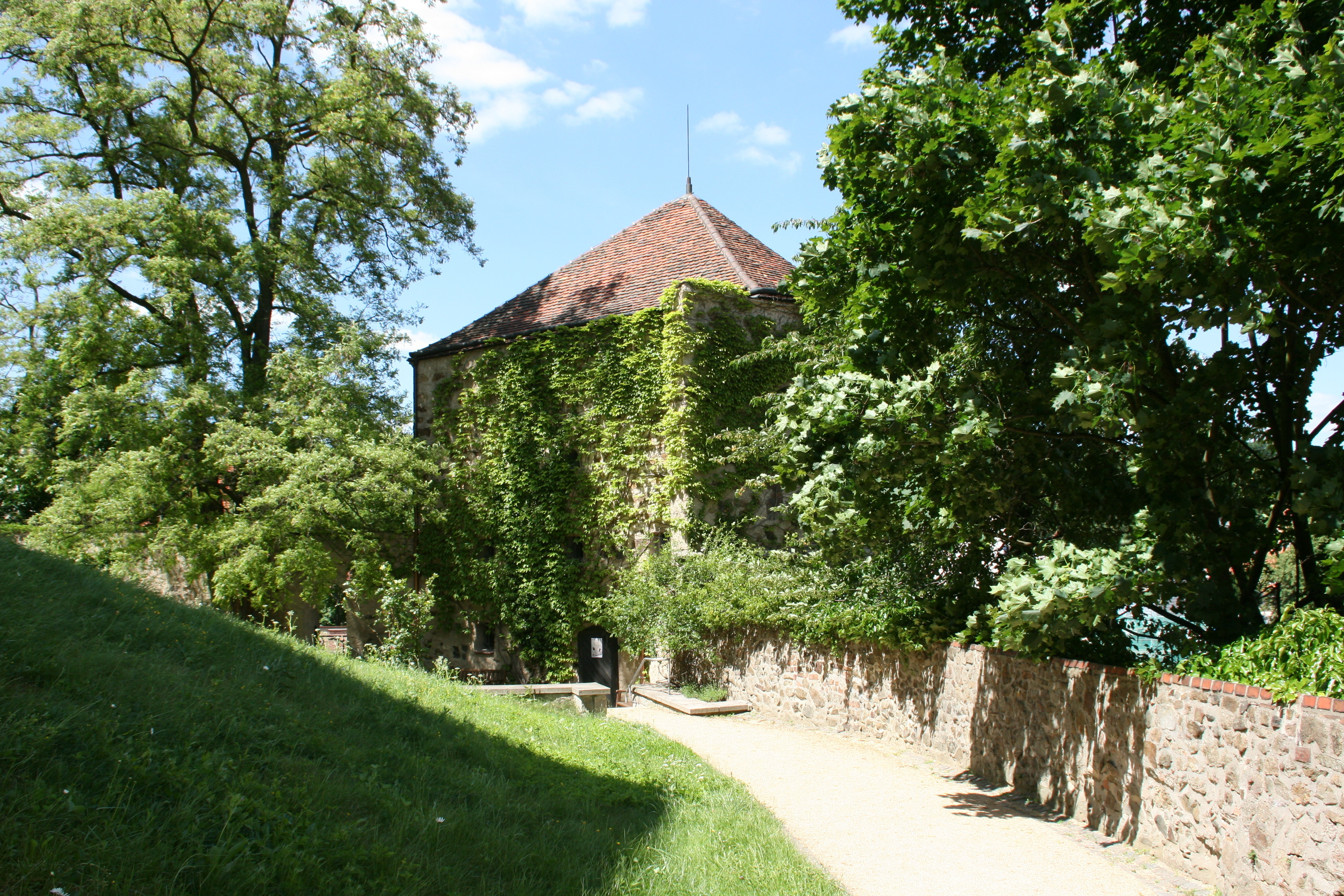